# Crash Bandicoot: On the Run!
Crash Bandicoot: On the Run! é um jogo da série de jogos Crash Bandicoot, desenvolvido e publicado pela King. O jogo foi anunciado em 9 de julho de 2020 com exclusividade para celular.
Em setembro de 2020, um formulário foi disponibilizado no site oficial para inscrição de usuários na fase beta. A skin Blue Hyena foi presenteada ao jogadores que realizaram um pré-registro. O jogo foi lançado em 25 de março de 2021.

## Sinopse
Dr. Cortex enviou vilões icônicos por todo o multiverso para assumir o controle de todas as dimensões. Com a ajuda de sua irmã Coco, Crash deve mandá-los de volta às suas próprias dimensões.